# De Prediker
De Prediker (Originele titel: The Kill List) is een boek uit 2013 van de Engelse schrijver Frederick Forsyth. Het boek beschrijft een moslimextremist die via internet geradicaliseerde lone wolves aanzet tot het plegen van moordaanslagen.

## Plot
In Groot-Brittannië en de Verenigde Staten vinden willekeurige aanslagen op belangrijke personen plaats. De daders zijn stuk voor stuk geradicaliseerde moslims die via internet naar de preken van een gesluierde man hebben geluisterd. Deze preken roepen op tot geweld tegen ongelovigen, waarbij ´ware gelovigen´ worden opgeroepen ten minste één ongelovige in een belangrijke positie te doden en vervolgens zelfmoord te plegen, waarvoor hem een plaats in het Paradijs wordt beloofd. De man krijgt de bijnaam ´de Prediker´, en de Amerikaanse president vindt hem zo gevaarlijk, dat hij bevel geeft de man op te sporen en indien mogelijk te doden. Hiermee wordt de ex-luitenant-kolonel Kit Carson, werkzaam bij de inlichtingendienst van het leger, belast. Wanneer de vader van Carson omkomt door een aanslag van een door de Prediker geradicaliseerde moslim, krijgt de actie een persoonlijk tintje.
De site blijkt te zijn opgezet en beveiligd door een IT-expert, die Carson de bijnaam de Trol geeft. Met behulp van een hacker, codenaam Ariel, weet Carson de website van de Prediker ondanks de zware beveiliging van de Trol, te hacken en de locatie van de Prediker te achterhalen: Kismayo in Somalië, in een gebied dat wordt beheerst door de radicaal-islamitische al-Shabaab. Ook komen ze achter de identiteit van de Prediker, het is een geradicaliseerde Pakistaan genaamd Zulfiqar Ali Shah. Via de Pakistaanse Taliban en steeds radicalere groepen drong hij uiteindelijk tot al-Qaida door. Zijn jeugdvriend, Mustafa Dardari, is eigenaar van een bedrijf dat pickles en chutney naar het Verenigd Koninkrijk uitvoert, en zendt vanaf daar de preken van de Prediker uit. Het blijkt echter zeer moeilijk tot onmogelijk om in Kismayo door te dringen, tot de Mossad een Falasha-agent, codenaam Opaal, ter beschikking stelt. De Trol wordt uitgeschakeld en Opaal weet tot de Prediker door te dringen en zijn nieuwe assistent te worden.
Ondertussen kaapt een groep Somalische piraten een Zweeds schip. De bemanning wordt hangende de onderhandelingen over losgeld met rust gelaten, maar een jonge officier (toevallig de zoon van de eigenaar die zijn eerste lange zeereis maakt) wordt door de sadistische leider al-Afrit (´de Duivel´) apart gevangen genomen, omdat hij er genoegen in schept jonge jongens te misbruiken en martelen. 
Omdat de preken van de Prediker slachtoffers blijven maken, en om de Prediker uit de tent te lokken, laat Carson zijn hacker de site van de Prediker mirroren en met behulp van een acteur de Prediker imiteren. Deze acteur doet op zeer geloofwaardige wijze alsof hij de Prediker is, spijt heeft van zijn haatpreken, en inziet dat salafisme en aanslagen op andersgelovigen niet de juiste weg zijn. In plaats daarvan propageert hij tolerantie. Deze boodschap wordt via de gemirrorde site uitgezonden. Omdat de Trol dood is kan de Prediker hier niets tegen doen en nu is hij ineens zijn leven niet meer zeker. De site wordt overstelpt met woedende berichten van zijn volgelingen, afvalligheid is de ergste zonde die er bestaat en er is maar één gepaste straf mogelijk: de dood.
De Prediker probeert in paniek naar het noorden te vluchten. Daar wil het contact leggen met al-Afrit en de Zweedse jongen van hem kopen om hem eigenhandig voor de camera de keel door te snijden en deze boodschap online te plaatsen. Zo wil hij het vertrouwen van zijn volgelingen terugwinnen. Door toedoen van Ariel en Opaal kan Carson echter nu iedere beweging van de Prediker volgen. Hij en zijn team wachten de Prediker en al-Afrit met zijn lijfwachten op, en weten hen allemaal te doden. Carson doodt de Prediker in een man-tot-mangevecht en redt zowel de Zweedse jongen als agent Opaal.